# Монтесума II
Монтесума II Шокойоцин (науатль Motecuzoma Xocoyotzin, ісп. Moctezuma II Xocoyotzin; 1466–1520) — правитель ацтеків (тлатоані) з 1502. Ім'я перекладається як «Гнівається наче володар». Прізвисько Шокойоцин, тобто «Молодший», отримав, щоб відрізнятися від Монтесуми I.

## Життєпис
Син Ашаякатля та Хочиквеєль, доньки Куїтлауака I, володаря міста Істапалапана. Став правителем у 1502 (за іншими даними, у 1503 або в 1511), успадкувавши трон від свого дядька Ауітсотля, який був онуком Монтесуми I. Невдовзі після приходу до влади Монтесума наказав стратити всіх, хто служив його попереднику. Усі страчені були замінені наближеними до нього людьми.
Під час правління вів невдалу війну проти Тлашкали.
Монтесума II проводив реформи в системі управління державою.
За його наказом на території храму Віцилопочтлі було побудоване святилище, де були зібрані ідоли племінних богів підкорених племен.
З приходом іспанців у Теночтітлан Монтесума був захоплений у полон Ернаном Кортесом i, за твердженням Берналя де Кастільйо, виступив із закликом підкоритися іспанцям, за що був убитий індіанцями, які повстали в 1520.

## Цікаві факти
- На честь правителя названо астероїд 2272 Монтесума.